# Chevalier de Rhodes
Un chevalier de Rhodes est un chevalier-Hospitalier à l'époque où l'Ordre avait son couvent à Rhodes de la prise de l'île en 1310 à sa perte le 1er janvier 1522.

## Sources
- Bertrand Galimard Flavigny, Histoire de l'ordre de Malte, Perrin, Paris, 2006.